# Робітничо-фермерська партія

Передвиборчий плакат 1928 року який використовував кандидат від японської політичної партії «Робітничо-Фермерської Партії» Оями Ікуо. У тексті написано: «Під робітничо-фермерською партією, дайте нам їжі і роботи!», «Дайте нам землю і волю!», «Голосуйте за представника пролетаріату!».

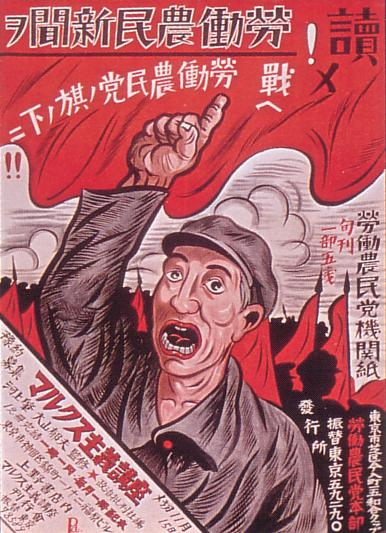
Передвиборчий плакат японської політичної партії «Робітничо-Фермерської Партії» 1928 року

Робітничо-фермерська партія (яп. 労働農民党) була японською політичною партією, що діяла в Японській імперії в першій половині 20 століття. Ця політична партія була репрезентацією лівого крила тогочасного легального японського пролетарського руху. Головою «Робітничо-Фермерської Партії» був японський лівий політик пан Ояма Ікуо. На момент коли уряд Японської імперії заборонив діяльність «Робітничо-Фермерської Партії» у 1928 році ця партія мала близько 90 000 членів у 131 місцевих організаціях (філіях та структурах). «Робітничо-Фермерська Партія» отримала підтримку японської федерації профспілок «Hyōgikai» і «японської селянської спілки».

## Фундамент
Японська політична партія «Робітничо-Фермерська Партія» було засновано в березні 1926 року як правонаступник іншої японської політичної партії «Фермерсько-трудової партії» (яка була заснована в грудні 1925 року, але була заборонена лише через дві години після свого заснування). «Робітничо-Фермерська Партія» була заснована профспілковим центром «Sodomei», та «Федерацією профспілки працівників Японії» (група, що відкололася від «Sodomei»), «Японським селянським союзом», «Профспілкою моряків» і «Федерацією державних службовців». Лідером та головою «Японської селянської спілки» став Мотодзіро Сугіяма а інші її провідні політичні діячі такі як, Нагава, Абе, Асо Нішіо увійшли до складу її Центрального комітету.
Також троє інших членів Центрального комітету цієї партії, а саме пан Мацуда Кіічі, Уеда Онші та Сайко Банкічі, також були лідерами руху «Суйхейша».

## Партійні платформи
Політична платформа «Робітничо-Фермерської Партії» стверджувала, що метою організації є політична, соціальна та економічна емансипація класу пролетарів, і за допомогою легальних (законних0 засобів вони виступали за запровадження аграрної реформи та перерозподіл виробництва в середині Японської імперії. Відповідно до партійної платформи існуючі японські політичні партії представляли інтереси привілейованих класів, і тому «Робітничо-Фермерської Партії» прагнула їх повалення та повної реформи парламентської системи Японської імперії. Серед інших вимог які були висунуті в платформі, «Робітничо-Фермерської Партії» включали загальне виборче право (для всіх осіб старше 20 років), право створювати профспілки та організовувати страйки, колективні переговори, мінімальну заробітну плату, 8-годинний робочий день, права жінок, безоплатну освіту, розширення законних прав орендарів, прогресивне оподаткування та демократизацію військового керівництва.
На момент заснування «Робітничо-Фермерської Партії» було прийнято статут партії, згідно з яким членами партії можуть стати лише члени її установчих організацій. Це було зроблено, щоб перешкодити японським комуністам та іншим японським лівим елементам отримати вплив всередині новоствореної організації. Антикомуністичні сектори «Робітничо-Фермерської Партії» хотіли блокувати членів лівих груп, таких як «Hyōgika», «Ліга пролетарської молоді» та «Товариство політичних досліджень», від приєднання до «Робітничо-Фермерської Партії». Проте значні верстви партії вважали, що цей статут перешкоджає створенню японської єдиної партії пролетарського руху. Статут викликав гострі дискусії в середовищі партійному керівництві. Ояма Ікуо та інші молодші бойовики «Японської селянської спілки» вимагали скасувати статут. Результатом став компроміс, що членство було відкритим для тих осіб, які були затверджені відповідним осередком партії.
Одначе компромісне рішення не запобігло розколу в «Робітничо-Фермерській Партії». Крайня права фракція всередині партії (представлена частиною старших лідерів «Японської селянської спілки», таких як Окабе Кансуке та Хірано Рікізо) була першою дисидентською групою, яка покинула «Робітничо-Фермерську Партію». У жовтні 1926 р. вони створили нову японську партію «Партію фермерів Японії». 24 жовтня 1926 року «Содомей» та інші японські профспілки вийшли з «Робітничо-Фермерської Партії». Керівництво партією тепер перебувало в руках Ояма Ікуо, Мізутані Чозабуро та Хососако Канеміцу, і всі обмеження на членство в партії були скасовані.«Содомей» та інші помірні фракції заснували нову японську політичну партію «Соціал-демократичну партію» в грудні 1926 року.
У вересні 1926 року «Робітничо-Фермерська Партія» і «Hyōgikai» почали політичну кампанію з вимогою ухвалення п'яти законів в Японські імперії серед них були; закон про мінімальну заробітну плату, закон про 8-годинний робочий день, закон про медичне страхування, закон про захист працюючих жінок і закон про допомогу по безробіттю.
12 грудня 1926 року «Робітничо-Фермерська Партія» провела свій перший партійний з'їзд. З'їзд обрав пана Ояму Ікуо головою партії, а пана Хососако генеральним секретарем партії.
Японські революційні ліві елементи також були розділені у власних лавах. Після розпуску першої «Комуністичної партії Японії» в 1924 році, японські ліві кадри приєдналися до «Робітничо-Фермерської Партії». Так одна група (група Фукумото) хотіла відновити заборонену Комуністичну партію Японії та зосередила свою роботу на підпільній організації, тоді як Сакаї Тосіхіко, Ямакава Кікуе, Хітосі Ямакава та їхні симпатики зосередилися на розбудові легальної «Робітничо-фермерської партії». До кінця 1926 року група Фукомото домінувала як у відновленій Комуністичній партії Японії, так і в «Робітничо-фермерської партії», утримуючи ключові стратегічні позиції й посади в останній.
У березні 1927 року у конфлікт який виник в середині японських лівих політичних партій втрутився Комуністичний Інтернаціонал. У Москві відбулася зустріч, в якій брали участь радянець Бухарін Микола, індієць Манабендранатх Рой, Дж. Т.Мерфі та угорець Бела Кун, а також Фукумото та інші японські комуністичні лідери. І Ямакава, і Фукумото були засуджені в тезах, опублікованих Комуністичним Інтернаціоналом. Ямакаву засудили як «ліквідатора», а Фукумото затаврували як «сектанта». «Комуністичній партії Японської імперії» було доручено організувати себе як авангардну партію пролетаріату, яка співпрацює з масовими японськими організаціями, такими як «Партія робітників і фермерів», і всередині цих партій та організацій. У грудні 1927 року група яка підтримувала японського лівого політика Ямакава почала видавати щомісячний журнал «Rōnō», запозичивши для свого фракційного органу назву «Робітничо-фермерської партії».
З початком фінансової кризи в Японській імперії яка почалась в 1927 році, «Робітничо-Фермерської Партії» активізувала свою пропагандистську роботу, та розпочала агітаційну кампанію за проведення дострокових виборів в Японській імперії.
«Жіноча ліга Канто», це була японська жіноча організація, пов'язана з «Робітничо-Фермерською Партією», і була заснована 3 липня 1927 року. «Жіноча ліга Канто» була розпущена у березні 1928 року після того, як партія видала директиву проти існування окремої жіночої організації.Зміна позиції щодо жіночої організації була побічним ефектом міжфракційної боротьби яка тривала в середині всередині «Робітничо-Фермерською Партією».
З приводу розв'язання «китайського питання», японська політична партія «Робітничо-Фермерська Партія» виступала проти політики уряду Японської імперії тому вони провели агітаційну кампанію під гаслом «Руки геть від Китаю». «Робітничо-Фермерська Партія» підтримувала китайський лівий уряд який знаходився в Ухані. «Робітничо-Фермерська Партія» сприяла заснуванню Тайванського селянського союзу та підтримувала його боротьбу проти сільськогосподарської політики японського окупаційного генерал-губернатора на острові.

## Виборча активність
«Робітничо-Фермерська Партія» висунула 108 кандидатів на префектурних виборах в Японській імперії які відбулися 1927 року, з яких 13 було обрано (дев'ять в сільській місцевості, чотири з міської). Основна частина голосів яку отримала «Робітничо-Фермерська Партія» на цих виборах надійшла з районів, де її «Японський селянський союз» був більш активним; це японські префектури Каґава, Ніїґата, Акіта та Хьоґо. Сукупна кількість голосів які отримали кандидати від цієї партії склала 119 169.
Напередодні виборів до національного парламенту Японської імперії які відбулись 1928 році «Лейбористсько-фермерська партія» опублікувала список радикальних вимог, серед яких був заклик до скасування всіх форм дискримінації поневолених (підлеглих) рас та скорочення чисельності збройних сил Японської імперії. У передвиборчій кампанії лунали такі гасла, як «Встановити робітничо-селянський уряд» та «Хай живе диктатура пролетаріату».
Однак уряд Японської імперії значно втручався у діяльність виборчої кампанії яку проводила «Лейбористсько-фермерської партії». Виборчі збори «Лейбористсько-фермерської партії» переривалися японською поліцією, а учасників виборчої кампанії часто свавільно заарештовувала японська поліція. Ніч за ніччю японська поліція переривала передвиборчі промови Оями Ікуо. Його передвиборчий штаб у виборчому окрузі префектури Каґава (де він балотувався як кандидат, протистоячи чинному міністру фінансів) був обшукуваний японською поліцією.
Серед кандидатів «Лейбористсько-фермерської партії» було одинадцять комуністів. Кюїчі Токуда, який згодом став генеральним секретарем Комуністичної партії Японії, висунув свою кандидатуру від партії. Інший комуніст, профспілковий організатор Кендзо Ямамото, був кандидатом від Лейбористсько-фермерської партії на острові Хоккайдо.
Загалом «Лейбористсько-фермерська партія» підтримала на виборах 40 кандидатів, які разом набрали 181 141 голос (1,9 % голосів виборців по всій Японській імперії). Однак Банно стверджує, що сукупна кількість голосів 40 кандидатів які були висунуті на вибори від політичної партії «Лейбористсько-фермерської партії» становила 193 047. Відповідно з підрахунками Банно, 77 % голосів «Лейбористсько-фермерська партія» отримала з сільської місцевості (партія висунула 32 кандидатів від сільської місцевості та 8 від міської). Було обрано двох кандидатів від партії: Ямамото Сендзі та Мізутані Тьозабуро.
Після виборів три пролетарські партії в асамблеї (Лейбористсько-фермерська партія, Японська лейбористсько-фермерська партія та Соціал-демократична партія) зуміли сформувати спільний парламентський комітет, попри їхні політичні суперечності.

## Розпуск
Інцидент 15 березня який стався в Японській імперії спричинив хвилю репресій в середині країни проти всіх лівих політичних партій та організацій які діяли в середині Японської імперії. Близько 1600 осіб було заарештовано та звинувачено у комуністичній діяльності. «Лейбористсько-фермерська партія» була заборонена Міністерством внутрішніх справ Японської імперії 11 квітня 1928 року після звинувачень у зв'язках з комуністами. Також того ж самого дня була заборонена організація «Хьогікай».
Після оголошення офіційної заборони на діяльність «Лейбористсько-фермерської партії» уряд Японської імперії спробував виключити її представників з політичної діяльності оскільки вони були присутні в нижній палаті парламенту Японської імперії. Однак у них не було жодної правової підстави для цього, і обидві члена «Лейбористсько-Фермерські партії» продовжували виконувати свої функції в парламенті Японської імперії. Ямамото Сендзі, якого було обрано кандидатом від «Лейбористсько-фермерської партії» в Кіото на перших загальних виборах за загальним виборчим правом, що відбулися в лютому 1928 року, виступив в сеймі Японської імперії 8 лютого 1929 року, розпитуючи про тортури та незаконне утримання в'язнів японською поліцією, яка хвалилася тим, що є « Амакасу з Сьови». Він готував свою промову до Сейму в лютому того ж року, але був убитий японським правим кілером у готелі в районі Канда в Токіо 29 лютого, того ж дня, коли він свідчив у сеймі Японської імперії щодо катування в'язнів у тюрьмах.
Японські ліві політичні сили здійснили кілька різних спроб відтворити партію, яка б представляла спадщину «Лейбористсько-Фермерської партії». Відразу після розпуску «Лейбористсько-фермерської партії» Комуністична партія Японії доручила своїм кадрам відбудувати партію. Мета досягнення об'єднання з «Японською лейбористсько-фермерською партією» була збережена. Було сформовано комітет з реорганізації (під назвою «Комітет з питань відбудови Лейбористсько-фермерської партії та підготовки до створення нової партії»). Японський лівий політик Ояма Ікоу обіймав посаду голови комітету, а Хососако — генерального секретаря. Комітет був швидко заборонений урядом Японської імперії, але продовжував функціонувати незаконно. У липні 1928 року фракція Роно відокремилася від комітету та заснувала «Партію пролетарських мас». У грудні 1928 року Пролетарська масова партія об'єдналася з японською робітничо-фермерською партією", утворивши «Японську масову партію».Того ж місяця група Ояма Ікуо провела конференцію з питань відновлення «Лейбористсько-фермерської партії», але партію знову швидко заборонили. У січні 1929 року Мізутані Чозабуро засудив своїх колишніх товаришів по «Лейбористсько-фермерській партії» як «занадто комуністичних», тим самим поклавши край безперервності парламентської фракції «Лейбористсько-фермерської партії». У листопаді 1929 року Ояма Ікуо та його послідовники заснували «Нову лейбористсько-фермерську партію». Після створення цієї партії відбувся остаточний розрив між Оямою Ікуо та комуністами, і комуністи почали називати його «зрадником»